# De kuthoer
De kuthoer is een Nederlandse televisiefilm uit 2020 die werd uitgezonden door BNNVARA in het kader van Telefilm. Er keken 308.000 mensen naar de uitzending.

## Plot
Femke Boot is een depressieve krantencolumnist die te maken heeft met druk van haar uitgever om haar boek af te maken en een schijnbaar eindeloze stroom van online pesters. Als ze ontdekt dat haar luidruchtige, irritante buurman een van haar pesters is, vermoordt ze hem en neemt een van zijn vingers als trofee. Dit lijkt haar genoeg op te vrolijken om te beginnen met schrijven en een romance aan te gaan met een romanschrijver genaamd Steven Dood.
Terwijl ze haar online misbruikers blijft opsporen en vermoorden, begint Femke's frequente afwezigheid haar tol te eisen van haar relaties met Steven en haar dochter Anna. Steven denkt dat ze hen bedriegt, terwijl Anna boos is omdat haar moeder een belangrijke presentatie mist.
Femke spoort uiteindelijk de leider van het online pesten, Tarik, op bij hem thuis. Ze schiet degene neer waarvan ze denkt dat het Tarik is, maar ontdekt dat ze zijn vader heeft neergeschoten en dat Tarik een tienerjongen is. Ondertussen hebben Anna en Steven door dat Femke een seriemoordenaar is. Hij probeert haar op te sporen om haar te stoppen, alleen om haar te laten schrikken om de jongen dood te schieten. Na een confrontatie besluit Femke Steven te vermoorden en haar boekenpresentatie feest bij te wonen. Ze trekt haar bloederige kleren niet uit, maar de aanwezigen gaan er allemaal van uit dat ze een artistiek statement voor haar boek maakt en juichen haar toe.

## Rolverdeling
- Katja Herbers: Femke Boot
- Claire Porro: Anna Boot
- Bram van der Kelen: Steven Dood
- Rein Hofman: buurman Arjen Tol
- Thomas Höppener: Diederik
- Genio de Groot: Arend
- Harry van Rijthoven: schooldirecteur
- Medina Schuurman: hoofdredacteur
- Firy Beuk: Lois
- Jessica Zeylmaker: Renate
- Gillis Biesheuvel: Jeroen
- Annelies van der Bie: Jeanne
- André Dongelmans: politierechercheur
- Seno Sever: politieagent
- Achraf Koutet: Tarik Bos

De film bevat gastoptredens van Antoin Peeters, Matthijs van Nieuwkerk en Merel Westrik als televisiepresentatoren.